# Гамбург-Ральштед
Ральштед (нім. Rahlstedt) — частина району Вандсбек вільного та ганзейського міста Гамбург. Це — північно-східна частина Гамбурга. За площею це найбільша частина у складі району Вандсбек. У Гамбурзі це найбільш густонаселена і третя за площею частина місця. Ральштед включає мікрорайони Альт-Ральштедт, Ной-Ральштедт, Майєндорф, Олденфельде, Гогенгорст, Ральштед-Ост, і Грослое. Ральштед межує з Фольксдорф, Фармзен-Берне, Тондорф, Єнфельд, а також з округом Штормарн у землі Шлезвіг-Гольштейн.